# عملة رأس الهندي الأحمر الذهبية
كانت قطع الذهب ذات الرأس الهندي أو عملات برات-بيجلو الذهبية عبارة عن سلسلتين منفصلتين من العملات المعدنية المتطابقتين في التصميم سكتهما دار سك العملة الأمريكية: قطعة دولارين ونصف أو ربع نسر وعملة خمسة دولارات أو نصف نسر. ضرب ربع النسر من عام 1908 إلى عام 1915 ومن عام 1925 إلى عام 1929. كما ضرب نصف النسر من عام 1908 إلى عام 1916 وفي عام 1929. تظل هذه القطع هي العملات المعدنية الوحيدة المتداولة في الولايات المتحدة والتي تحتوي على تصميمات غائرة. كانت هذه العملات المعدنية هي آخر فئاتها التي سكت للتداول منهية بذلك سلسلة بدأت في تسعينيات القرن الثامن عشر.
كان الرئيس ثيودور روزفلت منذ عام 1904 يدافع بقوة عن التصاميم الجديدة للعملات المعدنية للولايات المتحدة وطلب من دار سك العملة الاستعانة بصديقه النحات أوغست سانت جودنز لتصميم خمس عملات معدنية (الأربع قطع الذهبية والسنتيم) التي يمكن تغييرها دون الحاجة إلى إذن من الكونجرس. قبل وفاته في أغسطس 1907 أكمل سانت جودنز تصميمات النسر (10 دولارات للقطعة) والنسر المزدوج مع أن كليهما تطلب عملًا لاحقًا لجعلهما مناسبين تمامًا للسك.
مع طرح النسر والنسر المزدوج للتداول بحلول نهاية عام 1907 وجهت دار سك العملة اهتمامها إلى نصف النسر وربع النسر حيث كانت تخطط في الأصل لتكرار تصميم النسر المزدوج. فواجهت دار سك العملة صعوبة في وضع النقوش المطلوبة على العملات الذهبية الصغيرة. في أبريل 1908 أقنع الرئيس روزفلت مدير دار سك العملة فرانك ليتش بأنه سيكون من الأفضل وضع تصميم مماثل لتصميم النسر -ولكن أسفل الخلفية- لضمان الحصول على تأثير بارز. صممت هذه العملات المعدنية من قبل نحات بوسطن بيلا ليون برات بناءً على طلب صديق الرئيس ويليام ستورجيس بيجلو. بعد بعض الصعوبات نجحت الدار في هذا العمل مع أن برات لم يكن سعيدًا بالتعديلات التي أجراها النقاشون في الدار برئاسة كبير النقاشين تشارلز إي. باربر لفترة طويلة.
سكت القطعتين حتى تسببت الحرب العالمية الأولى في اختفاء الذهب من التداول ثم مرة أخرى في أواخر عشرينيات القرن العشرين. لم يقوموا بتداول أي من العملتين بشكل كبير بل حظيت العملة المعدنية ربع النسر بشعبية كبيرة باعتبارها هدية عيد الميلاد. في عام 1933 أصدر الرئيس فرانكلين روزفلت الأمر التنفيذي رقم 6102 والذي أوقف إصدار الذهب في شكل عملات معدنية واستدعى العديد من القطع التي كانت في أيدي خاصة أو بنكية.

## البداية
في عام 1904 اشتكى الرئيس الأمريكي ثيودور روزفلت من الجودة الفنية للعملات الأمريكية إلى وزير الخزانة ليزلي مورتييه شو وسأل عما إذا كان من الممكن تعيين نحات خاص مثل صديق الرئيس أوغست سانت جودنز لإعطاء تصميمات فنية حديثة للعملات الأمريكية. وبناءً على تحريض من روزفلت طلب شو من دار سك العملة (جزء من وزارة الخزانة) تعيين سانت جودنز لإعادة تصميم خمس فئات من العملات الأمريكية التي يمكن تغييرها دون قانون من الكونجرس: السنت والأربع قطع الذهبية (ربع النسر ونصف النسر والنسر والنسر المزدوج). بموجب قانون سك العملة لعام 1792 أصبح "النسر" يعادل عشرة دولارات.
افترض مسؤولو دار سك العملة في البداية أن أي تصميم يختار للنسر المزدوج سيقومون ببساطة بتقليص حجمه للفئات الثلاث الأدنى. في مايو 1907 قرر الرئيس روزفلت أن النسر والنسر المزدوج سيحملان تصميمات مختلفة تمامًا، وهو ما يمثل انحرافًا عن الممارسات السابقة. في أغسطس (شهر وفاة سانت جودنز بالسرطان) كتب مدير دار سك العملة المنتهية ولايته جورج إي. روبرتس "لم أتلق أي تعليمات من الرئيس بشأن نصف النسر وربع النسر لكنني كنت أتوقع استخدام تصميم النسر عليهما". وبعد صعوبات كبيرة أصدرت دار سك العملة النسر والنسر المزدوج بناءً على تصميمات سانت جودنز في وقت لاحق من ذلك العام. وتميز النسر بوجود ليبرتي مرتدية غطاء رأس هندي على الوجه الأمامي ونسر أصلع واقف على الوجه الخلفي؛ وتميز النسر المزدوج بوجود ليبرتي وهي تخطو للأمام على الوجه الأمامي ونسر طائر على الوجه الخلفي.
ونتيجة للصعوبات التي واجهتها العملات المعدنية الأكبر حجماً لم يُولَ سوى القليل من الاهتمام لنصف النسر وربع النسر حتى أواخر عام 1907. في 28 نوفمبر 1907 كتب وزير الخزانة جورج كورتيليو في رسالة أن تصميم النسر المزدوج سوف يستخدم للقطعتين الذهبيتين الصغيرتين. في الثاني من ديسمبر أصدر مدير دار سك العملة فرانك ليتش تعليماته لدار سك العملة في فيلادلفيا بإعداد قوالب سك العملات المعدنية للقطع الصغيرة باستخدام تصميم النسر المزدوج. أجاب النقاش الرئيسي تشارلز إي. باربر بعد أسبوع واحد أنه سيكون من الصعب وضع جميع النقوش المطلوبة على العملة بموجب القانون على القطع الجديدة مثل اسم الدولة. على النسر المزدوج وضعت عبارة "إي بوليبرس يونيم" على الحافة وهو وضع غير عملي على القطع بحجم النيكل والدايم تقريبًا. أرسل جون لانديس المشرف على دار سك العملة في فيلادلفيا رسالة باربر إلى ليتش مع ملاحظته الخاصة والتي ذكر فيها: "أعلم أنه سيكون من الصعب وضع النقش "من الكثرة واحد" على محيط ربع نسر لكنني لا أرى مكانًا آخر يمكن أن [يذهب إليه] ويجب أن نحاول القيام بذلك".
وقد كلف باربر بمهمة حل هذه الصعوبات. وكان يخطط لاستخدام نسخته ذات النقش المنخفض من تصميم النسر المزدوج لسانت جودنز لكنه حقق تقدمًا بطيئًا في المهمة. وكتب ليتش إلى محامي سانت جودنز ليسأله عما إذا كان مساعد النحات هنري هيرينج قادرًا على القيام بهذا العمل. وكان هيرينج على استعداد لذلك وطلب نماذج مكبرة من تصميمات النسر المزدوج. عارض باربر استقدام غرباء مشيرًا إلى التأخير في إعداد تصميمات العملات الذهبية السابقة التي نسبها إلى استوديو سانت جودنز: "ليس من الضروري على الإطلاق إزعاج السيد هيرينج أكثر من ذلك ما لم يكن هناك نية لإضاعة عام آخر في مساعٍ عبثية". في 3 يناير 1908 كتب ليتش إلى هيرينج لإبلاغه بأن جميع الأعمال سوف تتم بواسطة دار سك العملة.

## ابتكار
وكان صديق الرئيس الدكتور ويليام ستورجيس بيجلو قد زار اليابان طوال معظم عام 1907، وعند عودته إلى منزله في بوسطن سمع عن عملة سانت جودنز من السيناتور هنري كابوت لودج. وقد كان بيجلو واحدًا من أصدقاء روزفلت الذين حصلوا على عينات مبكرة من النسر المزدوج. وكتب إلى الرئيس في 8 يناير 1908 مشيدًا بعملات سانت جودنز ومشيرًا إلى أنه كان يعمل مع نحات بوسطن بيلا برات على فكرة تسمح بضرب العملات المعدنية بشكل بارز. إن القطع التي تضرب بهذه الطريقة سوف تتمتع بتصميمات محمية من التآكل وتكون قادرة على التكديس بسهولة (وكلا المشكلتين موجودتان في العملات المعدنية ذات النقوش البارزة). وقد استجاب الرئيس معرباً عن اهتمامه في 10 يناير/كانون الثاني وسرعان ما انشغل برات بإعداد نموذج له لفحصه. ولم يخبر روزفلت دار سك العملة بعد ذلك بالاقتراح الجديد.

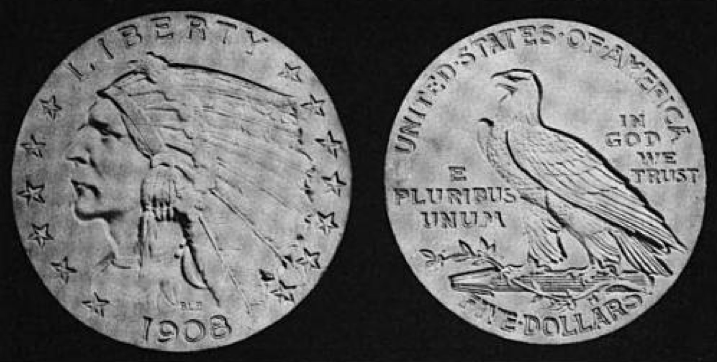
نماذج جبسية لنصف النسر من تصميم بيلا برات

وقد أثار النسر والنسر المزدوج اللذان قاموا بإصدارهما حديثًا جدلًا كبيرًا بسبب حذف شعار "نحن نثق في الله" ومع استعداد الكونجرس بالفعل لطلب استخدام الشعار أمر ليتش بتعليق العمل على نصف النسر والربع في 18 يناير. ولم يكن من المتوقع أن تضطر دار سك العملة إلى وضع عبارة "نحن نثق في الله" على العملات الصغيرة ذات تصميم النسر المزدوج والتي كانت بالفعل تواجه صعوبة في العثور على مساحة للعبارة الأخرى المطلوبة. وعلى افتراض نجاح مشروع القانون طلب ليتش من باربر الاستمرار في عمله وقد سك على الأقل نصف نسر من النمط نفسه في 26 فبراير لكي يظهره ليتش للرئيس.
أكمل برات نماذج الجبس للعملة باستخدام تصميم الوجه الأمامي للقطعة النقدية بقيمة عشرة دولارات كأساس ولكن باستخدام صورة لرجل هندي غير معروف من مجموعته الفوتوغرافية بدلاً من صورة ليبرتي الأنثوية التي صممها سانت جودنز. وقد عرض نموذجًا واحدًا في الاستوديو الخاص به في كونيتيكت وأرسل نموذجًا آخر إلى بيجلو لتقديمه إلى الرئيس وفي المرة التالية التي التقى فيها الصديقان. تناول روزفلت وبيجلو الغداء مع مدير دار سك العملة ليتش في الثالث من أبريل. حيث كان الرئيس متحمسًا للعملة المقترحة. ويتذكر ليتش في مذكراته:

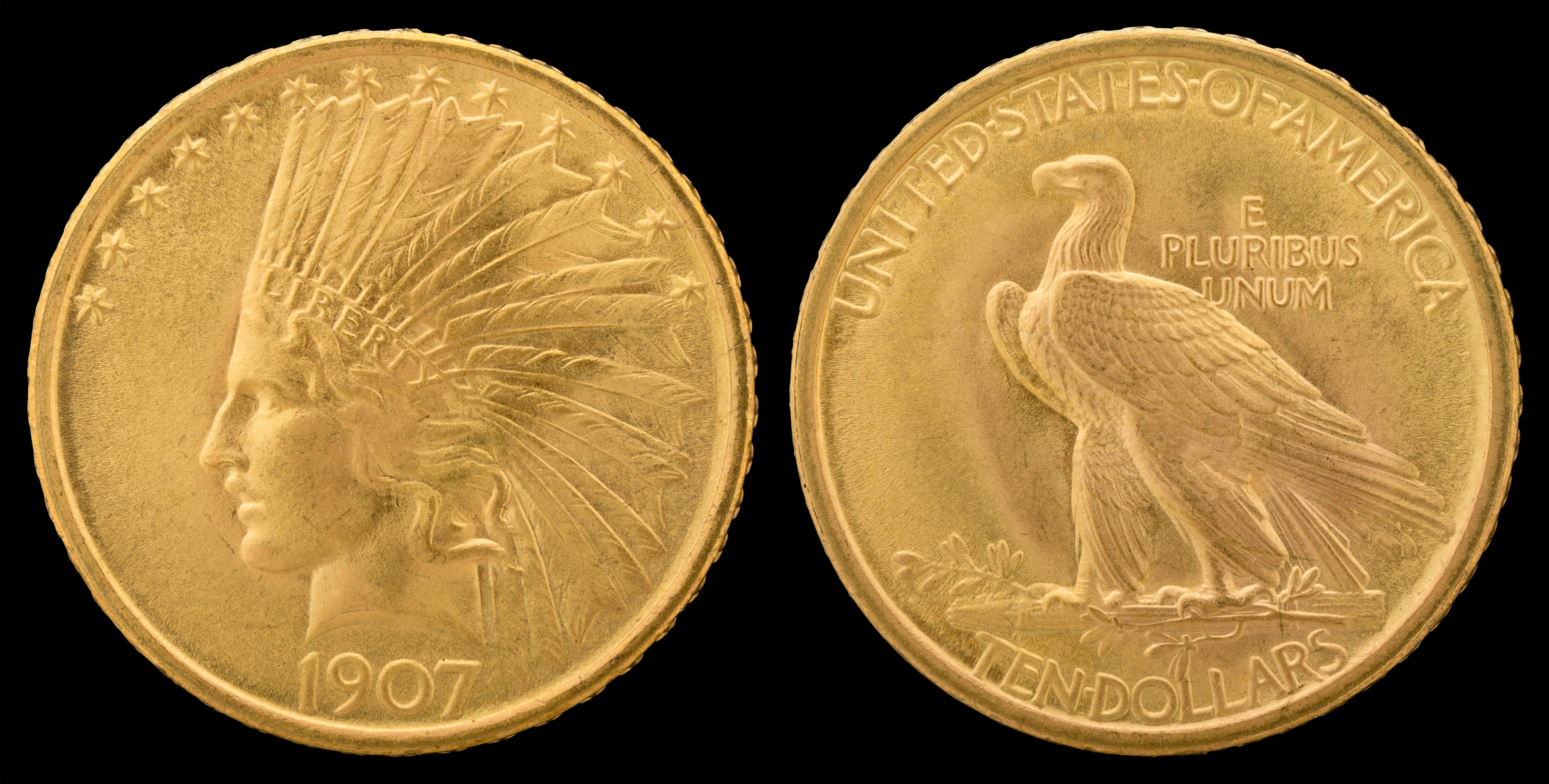
كان النسر ذو الرأس الهندي الذي صممه سانت جودنز هو الأساس لتصميمات القطع الذهبية الأصغر حجمًا.

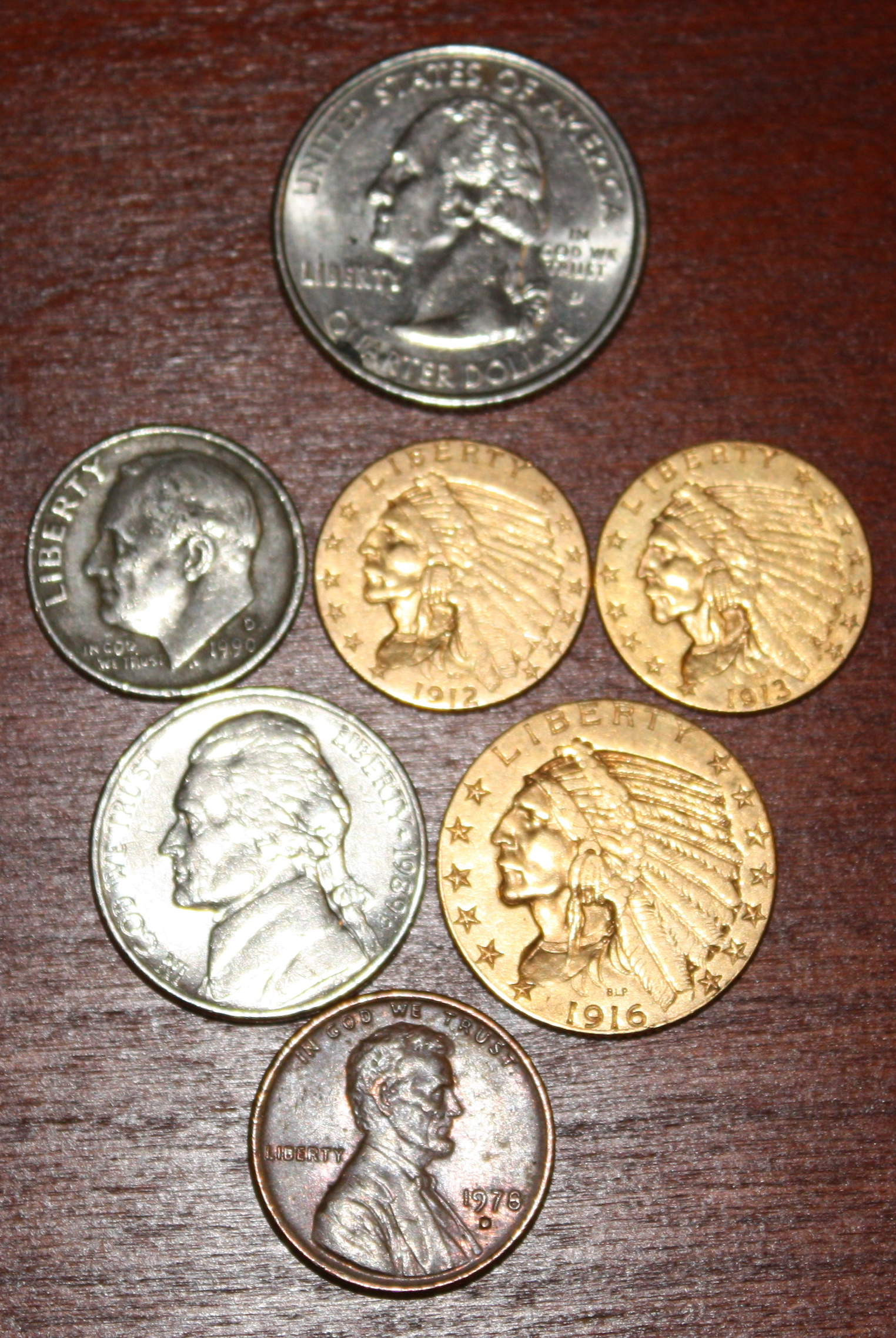
أمثلة على قطع الذهب ذات الرأس الهندي مجمعة مع العملات المعدنية الحديثة لأغراض مقارنة الحجم

ونتيجة لاجتماع الغداء في البيت الأبيض وافق ليتش على التخلي عن فكرة استخدام تصميم النسر المزدوج للقطع الذهبية الصغيرة والتعاون مع بيجلو وبرات في صنع العملات الجديدة. حتى أن ليتش تعهد بسداد رسوم برات البالغة 300 دولار إلى بيجلو من أموال الحكومة. وكان الرئيس يريد أن يرى النسر الدائم الذي صممه سانت جودان من قطعة العشرة دولارات مُكيفًا في سطح غائر للقطع الأصغر وإذا لم يشكل ذلك تغييرًا في التصميم فيجب استخدامه على قطعة العشرة دولارات أيضًا (وهو مشروع لم يتجاوز مرحلة الحديث). كما كتب بيجلو إلى برات في الأول من مايو بعد التشاور مع ليتش قائلاً: إن مدير دار سك العملة لن يعترض على الأرجح إذا ما حسّن برات نسر سانت جودنز لكن "لو كنت مكانك لما ابتعدت كثيرًا عن الأصل فهو يُعجب الرئيس. ربما يمكنك تحسينه."

قطعت القوالب لنصف نسر سانت جودنز مما دفع ليتش إلى طلب رأي قانوني حول ما إذا كان ذلك يشكل تغييرًا في التصميم -إذا كان الأمر كذلك فلا يمكن إجراء أي تغيير آخر لـ 25 سنة دون صدور قانون من الكونجرس. ولا بد أن الرأي كان مرضيًا حيث وافق روزفلت على تصميم الوجه الأمامي للعملة الذي صممه برات في منتصف شهر مايو/أيار مع مراعاة التغييرات الطفيفة التي طلبتها دار سك العملة. وقرر ليتش أن كل من دار سك العملة وشركة برات سوف تصنعان نسختين من صورة النسر الواقف على ظهر العملة، واعتمدت صورة برات. كما أرسل برات النماذج والقوالب إلى دار سك العملة في 29 يونيو. لم يقم باربر بصنع قوالب رئيسية استنادًا إلى عمل برات حتى عاد من إجازته في أغسطس في أوشن جروف، نيو جيرسي. ثم أرسلت قطع تجريبية بقيمة إجمالية قدرها 75 دولارًا (من المحتمل أن تكون عشرة أنصاف نسور وعشرة أرباع نسور) إلى ليتش في واشنطن من دار سك النقود في فيلادلفيا في 21 سبتمبر. وأظهر ليتش القطع للرئيس الذي احتفظ بنصف نسر وأعطاه لبيجلو. وبما أن ليتش عمل ضد الممارسات التي سمحت للعملات النمطية بمغادرة دار سك العملة فقد تكون العملة المرسلة إلى بيجلو هي العملة النمطية الوحيدة التي لم تُصهر. إن الموقع الحالي للعملة غير معروف، ولا يُعرف وجود أي عملات معدنية ذات نقش من القطع الذهبية التي تحمل شعار إندين هيد في الوقت الحالي. حيث وافق ليتش على التصاميم مع بعض "التحسينات" التي أراد باربر إجراؤها. وكتب مدير دار سك العملة إلى المشرف لانديس في 26 سبتمبر:
وبعد بدء إنتاج العملات الجديدة حصل بيجلو على واحدة من كل نوع، وعرضها على برات الذي كتب إلى والدته: "لقد أزالوا بقعًا من تصميمي في دار السك. لقد تركوا قاطع القالب الخاص بهم يفسده وهو ما فعله بدقة شديدة". ... لكنهم حاولوا تعديله ويا إلهي! لقد أفسدوه. ببضع ضربات بارعة غيّره الجزار أو الحداد [الحلاق] الذي يرأس العمل هناك من شيء كنت أفتخر به إلى شيء [أخجل منه].

## التصميم

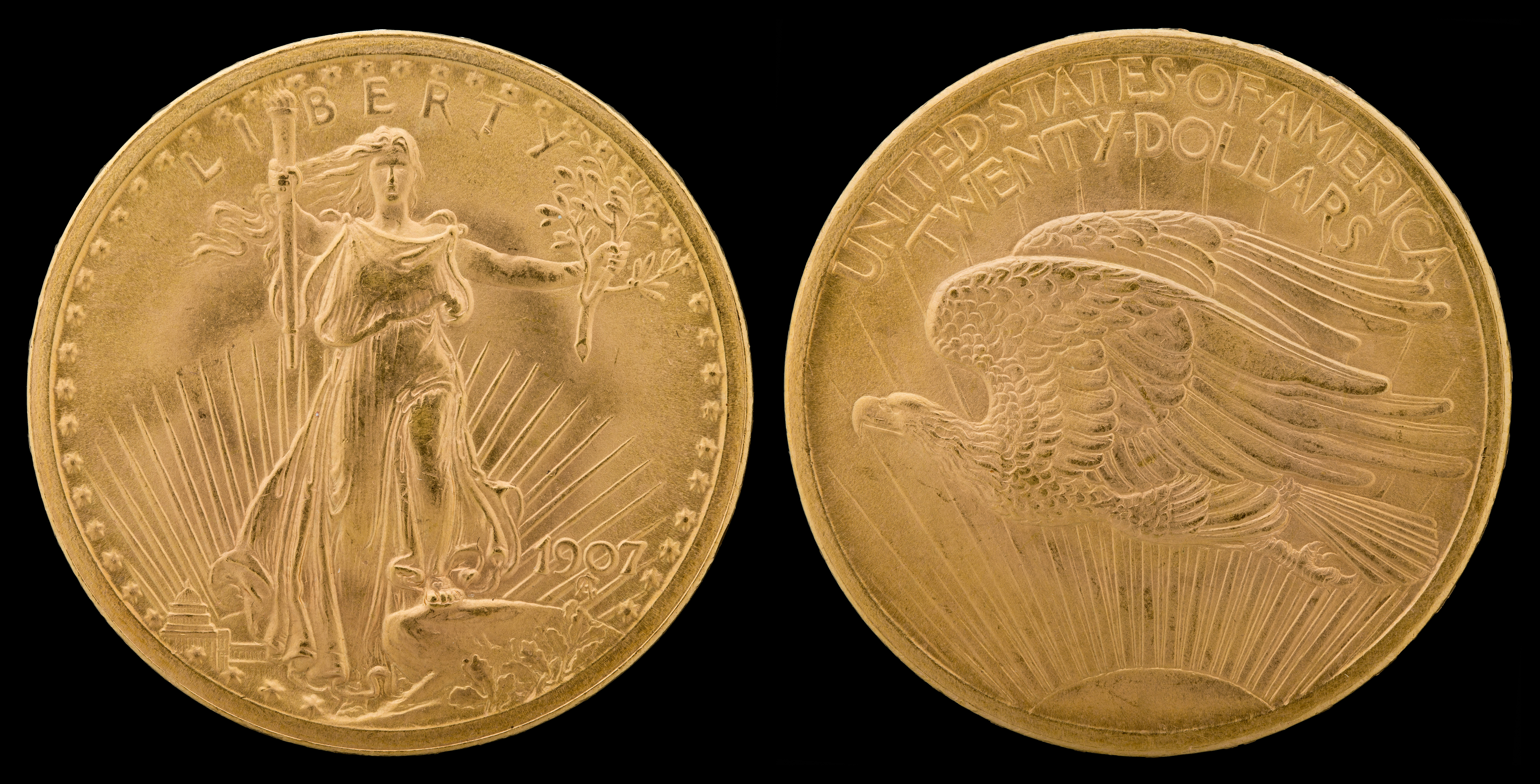
تصميم النسر المزدوج لسانت جودنز والذي كانت دار سك العملة تأمل في تعديله للعملات الذهبية الأصغر حجمًا

إن نصف النسر وربع النسر متطابقان في التصميم وهما فريدان من نوعهما في العملات الأمريكية من حيث وجود تصميمات محفورة (على عكس التصميمات البارزة). ويظهر على الوجه الأمامي رأس رجل أمريكي أصلي يرتدي غطاء للرأس ويتجه نحو اليسار. عثر على الأحرف الأولى من اسم المصمم بي أل بيه أعلى التاريخ مباشرةً. ويظهر على الوجه الآخر نسراً واقف على مجموعة من الأسهم ومخلبه الأيسر يحمل غصن زيتون في مكانه. كما توجد علامة السك على يسار رؤوس الأسهم.
مع أن تصميم سانت جودنز للنسر كان يتضمن ليبرتي مرتدية غطاء رأس على الطراز الهندي إلا أنه لم تبذل أي محاولة لجعل ملامحها تبدو وكأنها أمريكية أصلية. فوفقًا لخبير العملات مايك فولجينز في كتابه عن العملات الذهبية الأمريكية في أوائل القرن العشرين: فإن وجه النسر كان يحمل "تمثال الحرية يعلوه غطاء رأس خيالي مصمم ليبدو وكأنه غطاء رأس هندي". حتى سُكت قطع سانت جودنز وبرات كان كبير النقاشين في دار سك العملة جيمس لونجاكر هو الوحيد الذي حاول تصوير الهنود على العملات المتداولة في الولايات المتحدة (في خمسينيات القرن التاسع عشر) من خلال تصميماته لعملة رأس الهنود الحمر والأميرة الهندية على الدولار الذهبي والقطع النقدية من فئة ثلاثة دولارات. وبعد برات لم يظهر سوى تصوير جيمس إيرل فريزر للهندي في عام 1913 على عملة النيكل الجاموسية حتى وصول دولار ساكاجاويا في عام 2000.
في عام ١٩٧٠ رفض مؤرخ الفن كورنيليوس فيرمول الشكاوى التي قُدّمت وقت الإصدار بأن الهندي نحيل للغاية: "الهندي أبعد ما يكون عن الهزال وتُظهر العملات المعدنية خيالًا وجرأة في التصميم أكثر من أي إصدار آخر تقريبًا في التاريخ الأمريكي. ويستحق برات الإعجاب لميدالياته وعملاته المعدنية." ويشير فيرمول إلى أن تصميم برات "مثّل انتقالًا على الأقل في الهندي "النحيل" إلى الطبيعة".
ويشير برين إلى أن الأسطح الغارقة كانت مشابهة لتلك الموجودة على العملات المعدنية من الأسرة الرابعة في مصر. فبموجب قانون سك العملة لعام 1792 كان من المفترض أن يحمل الوجه "طبعة رمزية للحرية"، ويشير إلى أن وجود صورة مواطن أمريكي أصلي على الوجه كان مناسبًا بشكل خاص "لأن الهنود كانوا في النهاية شعوبًا حرة قبل أن تجعلهم قوانين الرجل الأبيض مواطنين من الدرجة الثالثة" ويقترح أن نسر برات -قبل أن يعدله باربر- كان "جديرًا بـ جيه جيه أودوبون".

## الإنتاج والتداول والتجميع

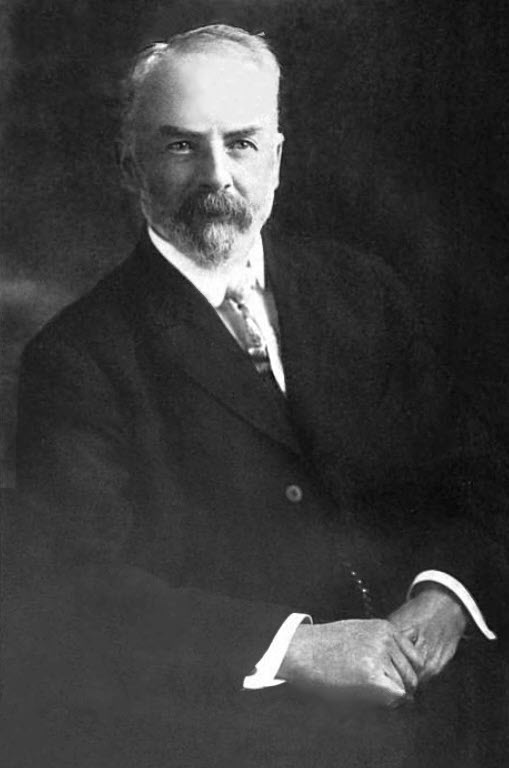
أعرب مدير دار سك العملة فرانك أ. ليتش عن اعتقاده بأن العملات المعدنية الجديدة جيدة وذلك مع الجدل الدائر.

أرسلت قوالب نصف النسر إلى دور سك العملة في دنفر وسان فرانسيسكو؛ وأبلغت كلتا الدورتين الغربيتين عن صعوبات في سك القطع الجديدة. كتب لانديس إلى نظرائه في دور سك العملة الأخرى ينصحهم بأن القطع المعدنية أو الفراغات تحتاج إلى كشط خفيف للغاية حتى تتمكن من الضرب بشكل صحيح. وثبت أن العملات المعدنية الجديدة كانت أرق من العملات المعدنية السابقة من نفس فئتها وذلك بسبب ارتفاع المجال فوق التصميم. وهذا يعني أن آلات الفرز الآلية لا تستطيع فرزها بشكل موثوق عند خلطها مع العملات السابقة.
دخلت قطع الذهب الجديدة في دورة التداول في أوائل نوفمبر 1908 مما اجتذب بعض التعليقات السلبية. وكتب سمويل تشابمان عالم العملات في فيلادلفيا إلى روزفلت في أوائل ديسمبر لنقد العملات الجديدة. وكانت الفجوات المسننة في العملات الجديدة ستحتوي على التراب والجراثيم كما جادل تشابمان: يمكن تزوير العملات المعدنية بسهولة عن طريق نحت القرص المعدني. لم يتمكنوا من التكديس بشكل كافٍ وعلى أي حال لم يكن الحدث ضخماً مع الهندي الأصلي "الهزيل".
وفقًا للمؤرخ المتخصص في علم العملات روجر بيرديت "تسببت رسالة تشابمان في إثارة بعض الذعر في البيت الأبيض". وأعد الرئيس ردًا أعرب فيه عن رأيه بقوة تجاه تشابمان لكن بيجلو أقنعه باستبدال توقيع بيجلو برسالة أكثر اعتدالًا يدافع فيها عن العملات الجديدة. ردّ بيجلو في رسالة على شكوى تشابمان بشأن الهندي قائلاً: "الجواب هو أن الرأس مأخوذ من صورة حديثة لهندي يتمتع بصحة ممتازة. ربما يقصد السيد تشابمان النوع الأكثر بدانةً ولكنه أقلّ سمةً من الهنود الذين يُشاهدون أحيانًا في المحميات." كتب تشابمان مجددًا ونشر المراسلات في الصحافة النقدية لكن لم يُكلّف أحدٌ في البيت الأبيض في عهد روزفلت -الذي كان في حالة ركود- نفسه عناء الرد ووفقًا لبورديت "صُدرت العملات الجديدة وستبقى على حالها لمدة خمسة وعشرين عامًا أو حتى يأمر الكونغرس بتغييرها". كتب ليتش إلى بيجلو في الثاني من يناير عام ١٩٠٩: "لقد أسعدني هجومهم الشرس وكنت أتمنى لو كنت قادرًا على الرد على هذا النقد الجائر. ومع ذلك يسرني أن أقول إن النقد السلبي للعملات المعدنية استثناء. أشعر بسعادة غامرة بالنتيجة."
ضُرب كل من نصف النسر وربع النسر كل عام حتى عام 1915. في حين كان تداول "العملة الصعبة" بكميات كبيرة في الغرب وكانت الأوراق النقدية أكثر شيوعًا في الشرق. كان الاستخدام الشائع للقطع الذهبية الصغيرة هو تقديمها كهدايا لعيد الميلاد -حيث تنتج القطع في دور السك المختلفة في أواخر العام وتشترى من البنوك في ديسمبر/كانون الأول وتعاد إلى الخزائن بحلول أواخر يناير/كانون الثاني. حيث أدى إنشاء نظام الاحتياطي الفيدرالي في عام 1913 إلى زيادة تداول الأوراق النقدية وتوقفت دار سك العملة عن ضرب ربع النسر بعد عام 1915 ونصف النسر بعد عام 1916. وكان العامل الإضافي هو الاضطرابات الاقتصادية الناجمة عن الحرب العالمية الأولى مما تسبب في ارتفاع أسعار الذهب واختفاء العملات المعدنية المصنوعة من هذا المعدن من التداول. بعد الحرب لم يعد الذهب إلى التداول وكانت معظم العملات الذهبية التي سكت عبارة عن نسور مزدوجة استخدمت في المعاملات الدولية ودعمًا لشهادات الذهب.
ظل ربع النسر شائعًا كهدية عيد الميلاد ولكنه لم يعد إلى الإنتاج في البداية حيث احتفظت وزارة الخزانة بمخزونات من القطع من سنوات ما قبل الحرب. كان هذا الفائض بطيئًا في التبدد حيث فضل مقدمو الهدايا نسر ربع ليبرتي هيد القديم الذي ضرب حتى عام 1908. مع تزايد ندرة قطع رأس الحرية وحصولها على علاوة أعلى من قيمتها الاسمية سك ربع النسر مرة أخرى في عام 1925 في المقام الأول لتقديمها كهدايا. ضرب ربع النسر لعام 1925 في دنفر فقط ثم ضرب من عام 1926 إلى عام 1929 في فيلادلفيا فقط. ومع الانهيار الاقتصادي الذي بدأ الكساد الكبير لم يعد هناك حاجة إلى ربع النسر في التجارة وتوقفت دار السك عن الإنتاج.

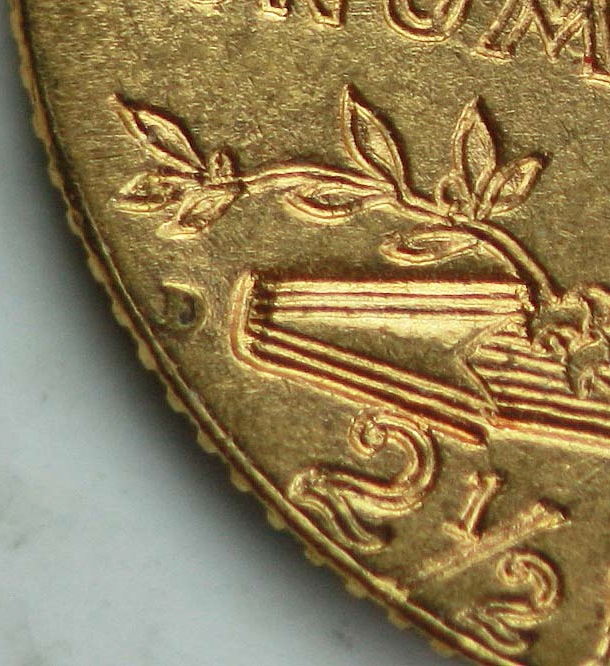
تقع علامة السك على يسار رأس السهم

ولم يضرب نصف النسر مرة أخرى حتى عام 1929 في فيلادلفيا. تتمتع العملات المعدنية في ذلك التاريخ بندرة لا تنعكس في سك 668 ألف عملة فقط حيث لم يدخل سوى عدد قليل منها إلى التجارة. وصهرت العملات الذهبية التي لم تصدر في منتصف ثلاثينيات القرن العشرين إلى جانب تلك التي سحبت من البنوك والمالكين من القطاع الخاص بعد أن أنهى الرئيس فرانكلين روزفلت إصدار العملات الذهبية في عام 1933. أنهت تصرفات روزفلت سلسلة الربع والنسر ونصف النسر والتي بدأت في عامي 1796 و1795 على التوالي.

لا يوجد سوى 15 عملة هندية مختلفة تحمل شعار ربع الرأس حسب التاريخ وعلامة دار السك؛ والمفتاح هو العملة التي ضربت عام 1911 في دنفر (1911-D) والتي تقدر قيمتها في دليل العملات المعدنية الأمريكية لعام 2014 بـ 2850 دولارًا حتى في حالة في أف (جيدة جدًا أو 20 على مقياس ولاية دار السك) المتداولة جيدًا. سلسلة نصف النسر أطول؛ 24 قطعة حسب التاريخ وعلامة السك. الإدخال الأخير 1929 هو التاريخ الرئيسي لسلسلة نصف النسر يليه 1909-O الذي سك في دار سك النقود في نيو أورليانز في عامها الأخير من التشغيل.

## روابط خارجية
- مقالة في فبراير 1909 في مجلة علم العملات - تناقش القطع الذهبية الجديدة وتحتوي على مراسلات تشابمان